# Borgvattnet
Borgvattnet is een plaats in de gemeente Ragunda in het landschap Jämtland en de provincie Jämtlands län in Zweden. De plaats heeft 69 inwoners (2005) en een oppervlakte van 31 hectare. De plaats ligt zo goed als aan het meer Borgsjön.